# Thomas Bartholin

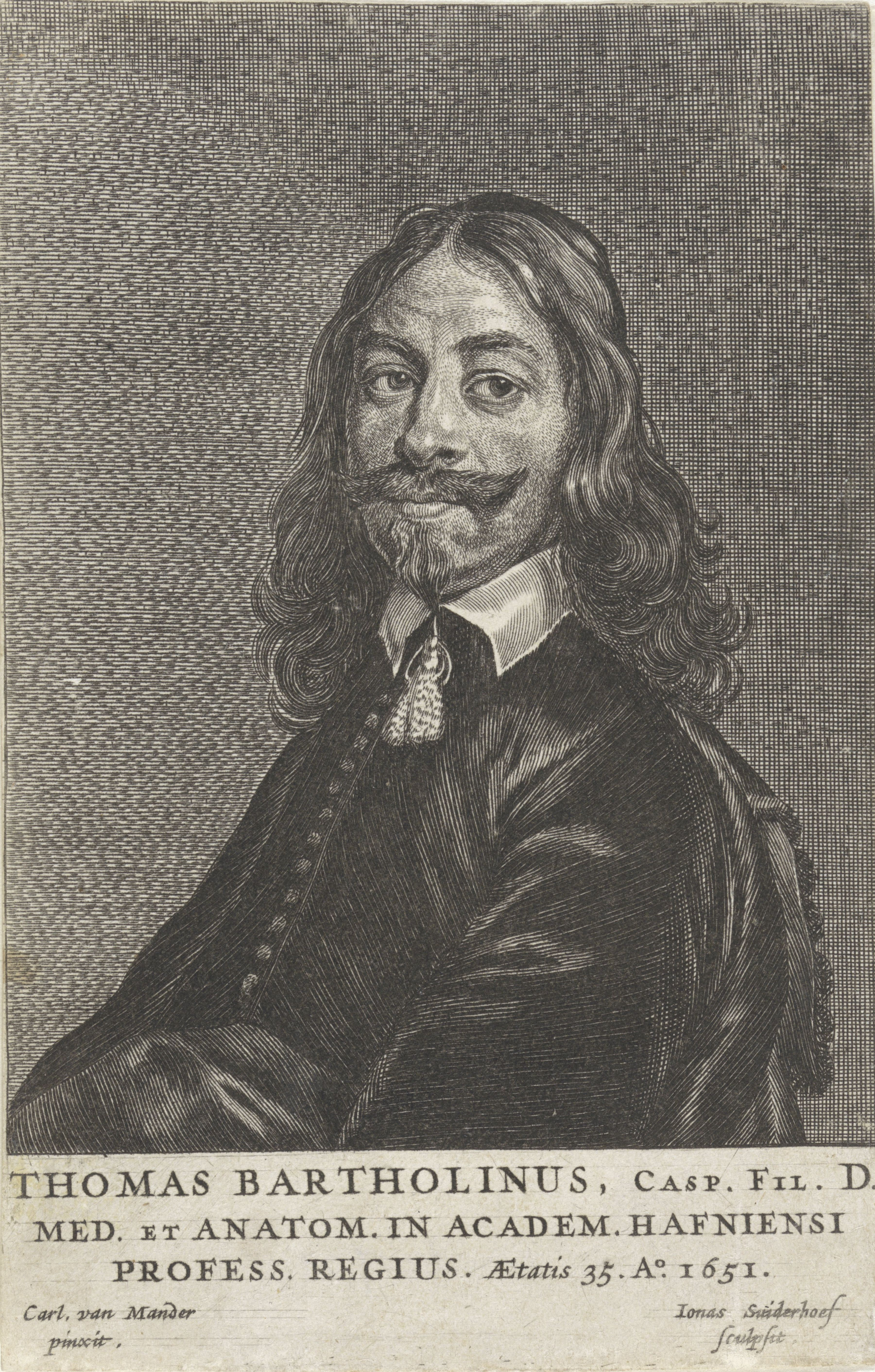
Thomas Bartholin (1651).

Thomas Bartholin (Malmö, 20 oktober 1616 - Kopenhagen, 4 december 1680) was een Deense arts, wiskundige en theoloog. Hij is vooral bekend geworden vanwege zijn grote bijdragen aan de ontdekking van het lymfevatenstelsel en zijn onderzoek op het gebied van anesthesie. Van zijn familie hebben verschillende generaties belangrijke bijdragen geleverd aan de anatomische wetenschap, zoals Caspar Bartholin de Oudere, Erasmus Bartholin en Thomas' zoon Caspar Bartholin de Jongere.

## Biografie

Antiquitatum veteris puerperii synopsis, 1676

Thomas Bartholin was de tweede van zes zonen van de arts Caspar Bartholin de Oudere, die in 1611 een verhandeling over anatomie publiceerde. Dit werk werd later door Thomas Bartholin verbeterd en van illustraties voorzien. 
De jonge Thomas maakte een studiereis van negen jaar langs universiteiten van Europa. Tijdens zijn verblijf in Leiden in 1637 besloot hij arts te worden. Een van zijn leermeesters daar was Johannes Walaeus. In 1644 bracht Thomas Bartholin een bezoek aan de Italiaanse botanicus Pietro Castelli, in 1645 behaalde hij in Bazel zijn doctorstitel, in 1646 werd hij professor in Kopenhagen. 
In 1664 kocht hij 75 km van Kopenhagen de boerderij Hagestedgaard, waar in 1670 een grote brand uitbrak en veel van Bartholins manuscripten verloren gingen. Koning Christiaan V benoemde Bartholin tot zijn persoonlijke arts. 
In 1680 moest Thomas Bartholin vanwege zijn slechte gezondheid zijn boerderij verkopen. Hij keerde terug naar Kopenhagen, waar hij nog datzelfde jaar overleed. Hij werd begraven in de Vor Frue Kirke.

## Carrière
In december 1652 publiceerde Bartholin een eerste volledige beschrijving van het menselijk lymfevatenstelsel, nadat Jean Pecquet een jaar eerder het lymfevatenstelsel bij dieren had beschreven. Olaus Rudbeck had echter eerder dat jaar al soortgelijke bevindingen aan het hof van koningin Christina I gepresenteerd, hoewel hij hier pas na Bartholin over publiceerde. Samen met zijn broer Erasmus publiceerde Thomas Bartholin De nivis usu medico observationes variae. 
- Biblioteca Nacional de España: XX848328
- Bibliothèque nationale de France: cb12389110c (data)
- Biografisch Portaal: 00588966
- Catàleg d'autoritats de noms i títols de Catalunya: 981058515209506706
- CiNii: DA08868092
- Gemeinsame Normdatei: 118652850
- International Standard Name Identifier: 0000 0001 1563 6261
- Library of Congress Control Number: n83201332
- Nationale Bibliotheek van Tsjechië: nlk20000079421
- Nationale bibliotheek van Australië: 35903616
- Nationale Bibliotheek van Israël: 987007258365405171
- Nederlandse Thesaurus van Auteursnamen: 068468768
- Istituto Centrale per il Catalogo Unico: SBLV078209
- LIBRIS: 297519
- SNAC: w64t929m
- Système universitaire de documentation: 032970757
- Trove: 1139102
- Virtual International Authority File: 27864975
- WorldCat: E39PBJj4tqFCcpMXywyqbb4pfq